# Ophrys borgersiae
Ophrys borgersiae är en orkidéart som beskrevs av Pierre Delforge. Ophrys borgersiae ingår i ofryssläktet, och familjen orkidéer.
Artens utbredningsområde är Grekland. Inga underarter finns listade i Catalogue of Life.